# 陳良佐
陳良佐（?—?），字以忠，湖廣岳州華容縣人，民籍，明朝政治人物。進士出身。

## 生平
早年出身國子生，湖廣鄉試第七名。成化十四年（1478年）戊戌科會試第二百七十一名，殿試登進士第三甲第二百零六名。

## 家族
曾祖父陳壽祖。祖父陳友富。父亲陳清，曾任冠帶監生。